# Сельское поселение Кинель-Черкассы
Сельское поселение Кинель-Черкассы — муниципальное образование в Кинель-Черкасском районе Самарской области.
Административный центр — село Кинель-Черкассы.

## Административное устройство
В состав сельского поселения Кинель-Черкассы входят:
- село Алтухово,
- село Винно-Банново,
- село Вольная Солянка,
- село Кинель-Черкассы,
- село Прокопенки,
- село Свободные Ключи,
- село Тоузаково,
- посёлок Най-Лебен,
- посёлок Просвещение.

### Упразднённые населённые пункты
Железнодорожная будка 1215 км — упразднённый в 1992 году населённый пункт (тип: железнодорожная будка).

## Численность населения
- Население на 1 января 2017 года: 17 773